# Philéas et Autobule
Philéas & Autobule est une revue bimestrielle d’initiation à la démarche philosophique destinée aux enfants de l'enseignement fondamental et coéditée par Laïcité Brabant wallon (Wavre) et l'association sans but lucratif (ASBL) Entre-vues. Elle se présente comme visant à amener l’enfant à se poser des questions sur le monde qui l’entoure. La revue est enrichie d’un dossier pédagogique disponible en ligne.
Les deux personnages - Philéas et Autobule - servent de « fil rouge » tout au long de la lecture : ils guident l'enfant de pages en pages par des pensées, des questions, ou des réflexions qu'ils s'échangent.

## La revue
Ce magazine, soutenu par la Fédération Wallonie-Bruxelles, la Wallonie et le Centre d'Action Laïque, poursuit le but développer le questionnement chez les jeunes enfants par le biais d’articles variés et attrayants.
Selon le magazine, les principes qui président à la ligne éditoriale sont :
- former l’esprit critique par le développement d’une pensée autonome ;
- rechercher l’objectivité par le raisonnement, l’expérience et l’information vérifiée ;
- repenser et remettre en cause ce qui est donné pour évident en exerçant son esprit critique ;
- développer la capacité à verbaliser et à communiquer pour exprimer sa pensée ;
- apprendre la nécessité d’un engagement au service des autres, se situer dans la perspective du bien commun.

La revue comprend des bandes dessinées, récits, activités artistiques, jeux logiques et d'initiation à la philosophie, articles consacré à l'art, à la science, à l'actualité et aux animaux.
Les pages de la revue servent aussi de base à des ateliers de philosophie avec les enfants, organisés dans les classes.

## L'équipe de rédaction
Le comité de rédaction de la revue fait appel à des professionnels de l’éducation, de la littérature jeunesse, de l’illustration et de la bande dessinée pour enfants.
Les collaborateurs récurrents sont :
- Pauline Spira, dessinatrice des personnages de Philéas et Autobule
- Cyril Elophe et Alain Munoz, co-auteurs de la BD Vanina et cie, Capitaine Balak...
- CÄät, autrice de la BD Mimo et PAF le Piaf
- Jérémy Royer, dessinateur de la BD Papystoire (scénarisée par Françoise Martin, co-rédactrice en chef)
- Chiara Pastorini[4], scénariste de la BD L'Atelier philo
- Simon Liberman, dessinateur de la BD L'Atelier philo
- Anne-Catherine Van Santen, autrice de bande dessinée
- Gille Abel, philosophe
- Véronique Van Damme, guide conférencière aux Musées royaux des Beaux-Arts de Belgique
- Valérie Glansdorf, chercheuse en philosophie
- Myriam Dahman[5], autrice de récits
- Clémentine Beauvais[6], autrice de récits.
- Aylin Manço[7], autrice de récits.

## Les albums Philéas & Autobule
En 2022, Philéas & Autobule publie son premier album pour la jeunesse, destiné aux enfants à partir de 5 ans et débute ainsi la collection « Les Albums Philéas & Autobule ». Les récits sont suivis d'activités invitant les enfants à se poser des questions sur le texte qui précède et à faire ainsi leurs premiers pas en philosophie. 
Cette collection est portée par l'équipe de Philéas & Autobule et le Pôle Philo, des services de l'aslb Laïcité Brabant wallon.

### Titres parus dans la collection «Les albums Philéas & Autobule»
- Tout est si grand - Chanson qui s'épanouit, Isabel Minhós Martins et Bernardo P. Carvalho.
- Hé, Big Bang ! (Personne n’a dit que c’était facile), Isabel Minhós Martins et Bernardo P. Carvalho.
- Une table est une table. Vraiment ?, Isabel Minhós Martins et Madalena Matoso.